# Werbelow (Uckerland)
Werbelow ist ein bewohnter Gemeindeteil im Ortsteil Trebenow der amtsfreien Gemeinde Uckerland im Landkreis Uckermark in Brandenburg.

## Geographie
Der Ort liegt zehn Kilometer südöstlich von Strasburg (Uckermark). Die Nachbarorte sind Wilsickow im Norden, Nechlin Ausbau im Nordosten, Schmarsow im Osten, Nechlin im Südosten, Trebenow im Südwesten, Neumannshof und Lübbenow im Westen sowie Milow im Nordwesten.

## Geschichte
Die erste schriftliche Erwähnung des Ortes stammt aus dem Jahr 1343. In dieser Urkunde wurde er in der heutigen Schreibweise verzeichnet.
Das Herrenhaus des Rittergutes wurde 1755 durch die Familie von Arnim errichtet. Es ist ein Putzbau mit einem Mansarddach. Der preußische Staatsmann Heinrich Friedrich von Arnim-Heinrichsdorff-Werbelow (1791–1859) wurde hier geboren. Er trat bereits 1815 ungewöhnlich jung der Kongregation des Johanniterordens bei. Sein Nachfolger als Gutsherr wurde sein jüngerer Bruder Heinrich Leonhard von Arnim-Heinrichsdorf (1801–1875), verheiratet mit Ottilie von Brockhausen. Er hatte mehrere Ämter inne, war unter anderem Mitglied des Parlaments des Norddeutschen Bundes sowie Vorsitzender des von Arnim`schen Familienverbandes. Der Sohn Heinrich von Arnim konzentrierte sich auf ein anderes Gut und verkaufte Werbelow nach der Familienchronik spätestens 1885. Bereits um 1882 soll das Gut schon die Pächterfamilie Flügge erworben haben, 1901 der Amtsrat Hans Karbe, auf den die Familie Rose bis 1945 folgte. In der DDR war das Gut Teil einer LPG. Heute ist es mit dem Agrarbetrieb im Besitz der Familie Uhlhorn, die es saniert hat.
Die Dorfkirche Werbelow ist ein äußerlich schlichter, frühneuzeitlicher Saalbau von 1585.

## Persönlichkeiten
- Werner Friedrich Abraham von Arnim (1747–1794), Geheimer Kriegs- und Domänenrat
- Otto Albrecht von Arnim (1751–1803), preußischer Landrat
- Heinrich Friedrich von Arnim-Heinrichsdorff-Werbelow (1791–1859), preußischer Diplomat und Staatsminister